# The Leaves
The Leaves was een Amerikaanse garagerockband, die werd geformeerd in 1963 in Californië. De band werd bekend door hun hit Hey Joe in 1966. Bovendien was hun versie van het lied de eerste gepubliceerde versie, wordt daarom beschouwd als het origineel en werd vervolgens een rockstandard.

## Bezetting
- Bill Rinehart
- Bobby Arlin (gitaar)
- Jim Pons (basgitaar, zang)
- John Beck
- Robert Lee Rainer (gitaar)
- Tom Ray (drums)

## Geschiedenis
De band werd geformeerd in 1963 door bassist Jim Pons. Pons werd sterk geïnspireerd door The Beatles toen hij studeerde aan de Cal State Northbridge University. In eerste instantie heette de band The Rockwells. De bandleden hebben zichzelf hun muzikale kunnen geleerd. Naast Jim Pons bestond de band ook uit John Beck, de bassist en zanger, Bobby Arlin, Tom Ray (drums) en Robert Lee Rainer (gitaar). De band begon surf- en dansmuziek te spelen op feestjes. Het eerste optreden was in de sporthal van de school met Captain Beefheart and His Magic Band. In 1966, na de eerste hit van The Byrds, gaven deze hun vaste plaats op in het nachtclubprogramma van Ciro en werden ze vervangen door The Leaves. In deze nachtclub werden ze ontdekt door zanger en acteur Pat Boone, die de band hielp bij het tekenen van een platencontract.
Hun eerste single Too Many People (1966) bereikte de grenzen van Los Angeles niet. In hetzelfde jaar bereikte het covernummer Hey Joe echter #40 in de Amerikaanse hitlijsten. Het gelijknamige album werd korte tijd later uitgebracht. De band verscheen in veel Amerikaanse tv-shows, waaronder American Bandstand, Shivaree, Shebang en speelde zelfs een rol in The Cool Ones (1967). Het andere album All the Good That's Happening werd uitgebracht in 1967, net voordat de band uit elkaar ging. Bassist Jim Pons verhuisde vervolgens naar de popgroep The Turtles, terwijl Arlin The Hook oprichtte en later de Robert Savage Group. In 1970 werden The Leaves opnieuw geformeerd, maar het jaar daarop alweer ontbonden. Een nieuwe generatie muziekliefhebbers ontdekte de band in 1972 toen hun uitvoering van Hey Joe werd opgenomen in de Nuggets garage-rockcollectie.

## Discografie

### Singles
- ????: Too Many People
- 1965, 1966: Hey Joe, Where You Gonna Go?

### Alben
- 1966: Hey Joe
- 1967: All The Good That's Happening